# Сигово (Кирилловский район)
Сигово — деревня в Кирилловском районе Вологодской области России. По переписи 2002 года население — 5 человек.
Входит в состав Коварзинского сельского поселения, с точки зрения административно-территориального деления — в Коварзинский сельсовет.

## География
Стоит на реке Содошка.
Расстояние по автодороге до районного центра Кириллова — 56 км, до центра муниципального образования Коварзино — 20 км. Ближайшие населённые пункты — Гора-2, Ивашково-2, Козлово.

## Население
| 2010 |
| ---- |
| 5    |

## Инфраструктура
Личное подсобное хозяйство с зоной сельскохозяйственного использования, индивидуальная застройка усадебного типа.

## Достопримечательности
Церковь Преображения Господня

## Транспорт
Просёлочные дороги.